# ヒメシジミ
ヒメシジミ（姫小灰蝶　学名：Plebejus argus）は、チョウ目（鱗翅目）シジミチョウ科ヒメシジミ亜科に分類される蝶の一種。

## 概要
一般的なヒメシジミ亜科（ブルー）のシジミチョウで、翅裏は灰色地、後翅外周に沿ってオレンジ色の帯が入る。ミヤマシジミやアサマシジミと似ており、とくにミヤマシジミとは長らく混同されていた。オレンジ帯の中にある黒斑にはミヤマでは水色の構造色があるが、本種では見られない。
年一化性で、成虫は6～8月にかけて見られる。越冬態は卵である。食草の根元近くの枯れ葉などに1つずつ産みつけられる。

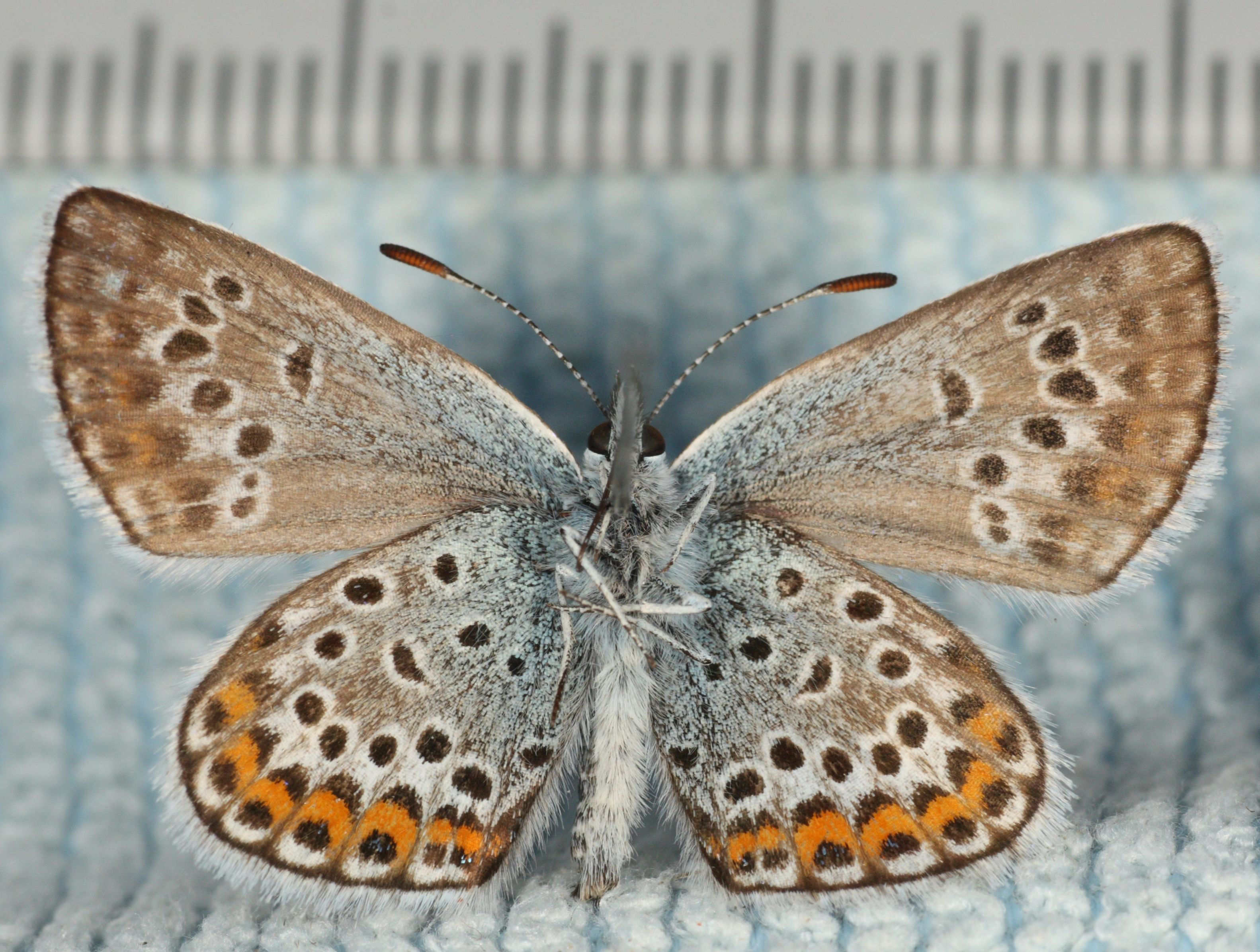
♂

食草はアザミ類・ヨモギ・ヤマボクチ（キク科）、オオイタドリ（タデ科）など。食草があればどこでも生息しているというわけではなく、山地性が強いことに加え環境がよくないと見られない。実際開発により多くの地域で絶滅し、現在は環境省指定準絶滅危惧種となっている。

## 分布
国内では北海道・本州の山地高原（西日本では中国山地のみ）、国外ではヨーロッパから東アジアにかけてのユーラシア大陸に生息する。
かつては九州九重高原でも見られたが現在は絶滅した。

## 保全状況評価
ヒメシジミ本州・九州亜種 Plebejus argus micrargus（Butler）
- 準絶滅危惧（NT）（環境省レッドリスト）